# Экзельман (станция метро)
Экзельманс (фр. Exelmans) — станция линии 9 Парижского метрополитена, расположенная в XVI округе Парижа. Своё название получила по бульвару Экзельман, названному в честь наполеоновского кавалерийского генерала, маршала Франции (1851) Реми-Жозефа-Исидора Экзельманса (1775—1852).

## История
- Открыта 8 ноября 1922 года в конце первого пускового участка линии 9 Трокадеро — Экзельманс. До открытия станции Порт-де-Сен-Клу 29 сентября 1923 года, была конечной на линии.
- Пассажиропоток по станции по входу в 2011 году, по данным RATP, составил 1 985 640 человек[2]. В 2012 году он снижался до 1 961 671 человек[3], а в 2013 году вырос до 2 060 188 пассажиров (247 место по уровню входного пассажиропотока в Парижском метро)[4]

## Достопримечательности
В пешей доступности от станции располагаются кладбище Отёй и спортивный кластер Отёй.

## Галерея

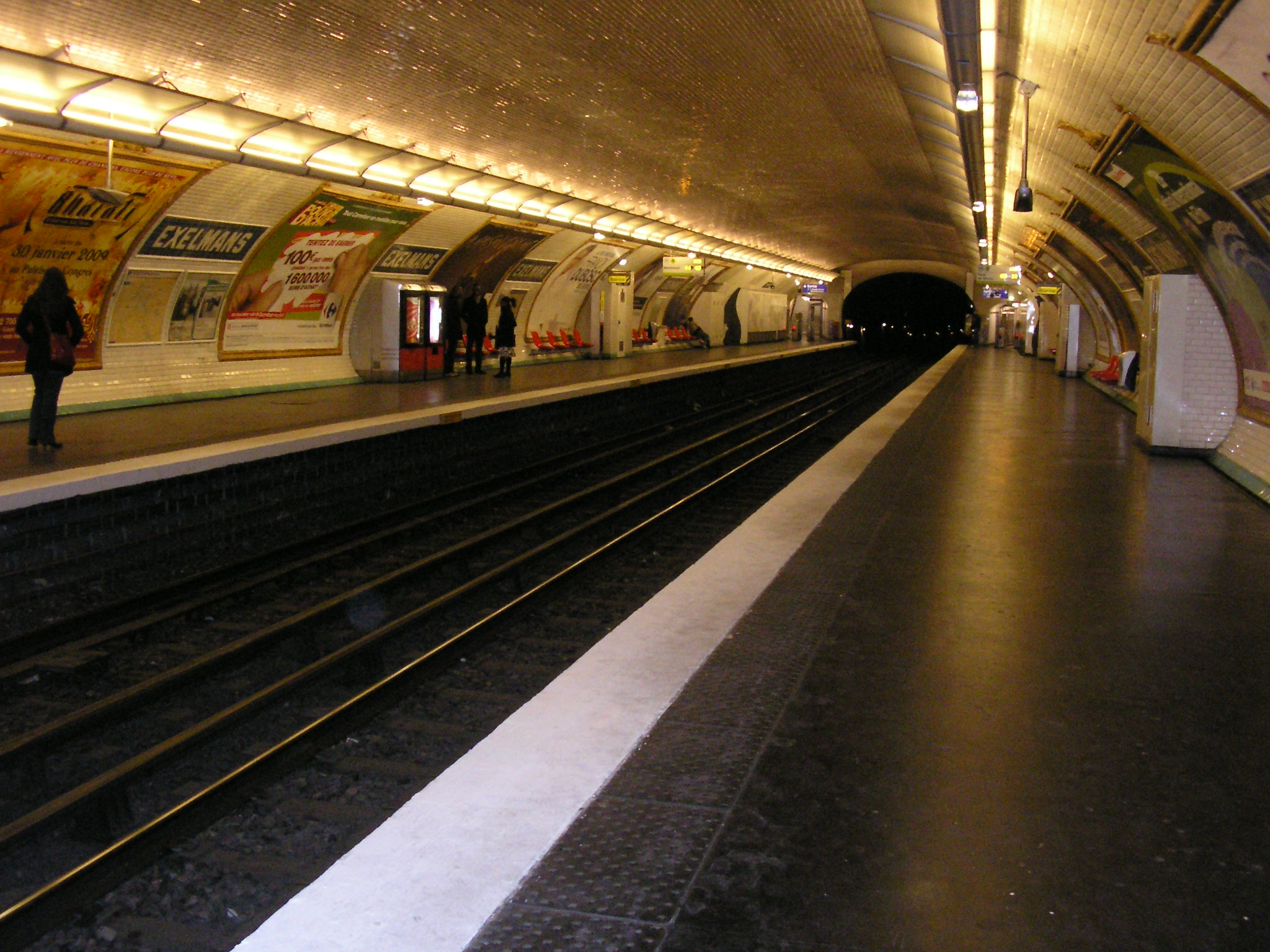
Общий вид зала